# Fundació Americana per la Investigació sobre la Sida
La Fundació Americana per la investigació sobre la SIDA (en anglès: The Foundation for AIDS Research o amfAR) és una organització no lucrativa nord-americana, fundada l'any 1985, dedicada a l'ajuda de la investigació de la sida, la prevenció del VIH, l'educació sobre el tractament, i la defensa de la malaltia i la seva difusió als mitjans de comunicació.
Amb la seva llibertat i flexibilitat de respondre ràpidament a les oportunitats que emergeixen i a la seva determinació d'invertir en la investigació, l'amfAR ocupa un paper únic, catalític en l'acceleració del pas de la investigació del VIH i la realització de bretxes veritables. Finançat per contribucions voluntàries d'individus, fundacions i corporacions, l'amfAR ha invertit gairebé 250 milions de dòlars en suport de la seva missió des de 1985 i de concessions finançades a més de 2.000 equips d'investigació per tot el món.
El 1992 li fou concedit el Premi Príncep d'Astúries de la Concòrdia.